# Pod People
Pod People ist eine australische Stoner-Doom-Band aus Canberra, die 1993 gegründet wurde, sich 2011 auflöste und seit 2014 wieder aktiv ist.

## Geschichte
Die Band wurde im Jahr 1993 gegründet und bestand aus dem Schlagzeuger Adrian, den Gitarristen Paul Carey und Ivan, dem Bassisten Duncan und dem Sänger Brad Nicholson. Nach einer selbstbetitelten EP im Jahr 1995 verließen alle Mitglieder bis auf Nicholson die Besetzung. Gegen Ende des Jahres fand sich daraufhin eine neue Besetzung zusammen. Den Anfang machte Dave Drynan als neuer Bassist, dann wurde die Besetzung durch den Schlagzeuger Maggot „Maggs“ McFly und die Gitarristen Mel Walker und Josh Nixon ergänzt. 1996 war die Gruppe auf dem Metal for the Brain zu sehen und war in späteren Jahren noch öfter auf diesem Festival (zeitweise vier Jahre in Folge) vertreten, sodass sie zu den am häufigsten dort vertretenen Gruppen zählt. 1998 erschien die EP Swingin’ Beef. Danach folgten Auftritte zusammen mit Entombed und Brutal Truth. 1999 schloss sich die nächste EP Soil an, von der das Lied Goin’ South für den Sampler Full Metal Racket von Triple J ausgewählt wurde. Im Jahr 2000 begannen die Aufnahmen zum Debütalbum. Ursprünglich Ascent of Glamstonia betitelt, erschien es im Jahr 2002 – nachdem die Band im Jahr zuvor einen Plattenvertrag bei High Beam Music unterzeichnet hatte – nach mehrfacher Verzögerung unter dem Namen Doom Saloon. Das Jahr 2001 hatte die Gruppe größtenteils inaktiv verbracht, da McFly erkrankt war und sich einer Operation unterzogen hatte und Nicholson eine bei einem Preisausschreiben gewonnene Weltreise angetreten hatte. Nach dem Erscheinen des Albums wurden zwei Auftritte zusammen mit Cathedral abgehalten. Nachdem das Debütalbum an Lee Dorrian gesandt worden war, wurde es 2004 bei seinem Label Rise Above Records international lizenziert. 2005 erschien die Split-Veröffentlichung In the End zusammen mit Daredevil. Im Oktober und November ging es mit Electric Wizard auf eine Tournee durch Australien. Danach begannen die Arbeiten zum nächsten Album, während noch gelegentlich Konzerte gegeben wurden. 2007 trat sie unter anderem zusammen mit Nunchukka Superfly, Celtic Frost und Blood Duster auf. Im August 2008 erschien das zweite Album Mons Animae Mortuorum. Nach weiteren gelegentlichen Auftritten und Tourneen löste sich die Band 2011 nach der Bastardfest-Festival-Tournee auf. Seit 2014 ist die Gruppe wieder aktiv.

## Stil
Laut Brian Giffin in seiner Encyclopedia of Australian Heavy Metal ist die Band eine der dienstältesten australischen Doom-Metal-Bands. Anfangs noch Stoner Rock spielend, seien diese Einflüsse ab 1996 immer weiter zurückgegangen und dem Doom Metal im Stil von Pentagram, Cathedral und Goatsnake gewichen. Uwe „Buffo“ Schnädelbach vom Rock Hard ordnete Doom Saloon dem Doom Metal zu, wobei dieser noch schwerer verdaulich als der der Genrekollegen sei. In den Songs seien Death-Metal-Elemente, Black-Sabbath-Riffs Stoner-Rock-Anleihen im Stil von Kyuss sowie psychedelische Passagen enthalten. Der Gesang bestehe aus „Grunzen“, „Gurgeln“ und „Röcheln“. Insgesamt gab er Candlemass, Count Raven, die ersten beiden Trouble-Alben sowie die klassischen Black-Sabbath-Alben als Referenzen an. Auf schwermetall.ch wurde das Album ebenfalls rezensiert. Hierauf seien Einflüsse wie Kyuss und Black Sabbath allgegenwärtig hörbar, jedoch arbeite man auch „Death Rock und bluesig-dunkle, psychedelische Einflüsse“ ein und ein gelegentliches Abgleiten in den Death Metal sei ebenfalls feststellbar, sodass man sich auch an Melvins erinnert fühle. Die Gruppe sei nicht mit einer Doom-Metal-Band wie My Dying Bride vergleichbar, sondern sei vielmehr als eine groovige und „doomigere“ Variante von Entombed zu Zeiten von Wolverine Blues zu beschreiben. Der Gesang sei mal guttural, mal klar.

## Diskografie
- 1995: Pod People (EP, Eigenveröffentlichung)
- 1998: Swingin’ Beef (EP, Digga Records)
- 1999: Soil (EP, Eigenveröffentlichung)
- 2002: Doom Saloon (Album, High Beam Music)
- 2005: In the End (Split mit Daredevil, Eigenveröffentlichung)
- 2008: Mons Animae Mortuorum (Album, Goatsound)